# Antiguanisch-haitianische Beziehungen
Die antiguanisch-haitianische Beziehungen beschreiben das bilaterale Verhältnis zwischen der früheren britischen Kolonie Antigua und Barbuda einerseits und der Republik Haiti andererseits.
Beide Länder sind Mitglieder der Vereinten Nationen, der Organisation Amerikanischer Staaten und der Karibischen Gemeinschaft (CARICOM).
Die im Jahr 1804 unabhängig gewordene Republik Haiti und der 1981 vom Vereinigten Königreich in die Unabhängigkeit entlassene Staat Antigua und Barbuda nahmen im Jahr 1997 diplomatische Beziehungen auf. Haiti war damit das 63. Land, mit dem Antigua und Barbuda sein Verhältnis auf diese offizielle Ebene hob. Es kam nicht zu der Einrichtung von Botschaften im jeweils anderen Land. Die haitianische Botschaft in Santo Domingo, Dominikanische Republik, ist für die Beziehungen zu Antigua und Barbuda zuständig. In Port-au-Prince ist ein Honorarkonsul für Antigua und Barbuda ansässig.
Am 18. Dezember 2012 unterzeichneten der haitianische Präsident Michel Martelly und der antuaganische Premierminister Winston Baldwin Spencer in Port-au-Prince zwei Absichtserklärungen, in denen es um die Vertiefung der Zusammenarbeit in den Bereichen Tourismus, Kultur, Bildung und Landwirtschaft ging. Zu den Inhalten gehörten ein Programm zur sportlichen Zusammenarbeit und die Veranstaltung eines französischsprachigen Kulturfestivals in Antigua und Barbuda, bei dem Spitzenleistungen in den Bereichen Tanz, Kunst und Handwerk sowie Musik präsentiert werden sollten. Das „English 1 Step Programme“ mit einer Dauer von 12 Wochen galt dem Englischunterricht für Haitianer.
Der antuaganische Premierminister Gaston Browne ließ im September 2023 verlauten, dass sich sein Land an der multinationalen Stabilisierungsmission für Haiti durch Entsendung von bewaffneten Angehörigen der Streitkräfte seines Landes beteiligen wolle.